# Orchesia keili
Orchesia keili es una especie de coleóptero de la familia Tetratomidae.

## Distribución geográfica
Habita en Rumania.